# Alfa Romeo Spider (Duetto)
L'Alfa Romeo Spider, comunemente conosciuta come "Duetto", è una vettura sportiva scoperta prodotta dalla casa automobilistica italiana Alfa Romeo dal 1966 al 1993 e commercializzata fino al 1994, quando gli ultimi 190 esemplari realizzati sono stati allestiti per la serie speciale numerata "Commemorative Edition" riservata al mercato nordamericano.
È uno dei modelli più noti ed è il più longevo nella storia della casa milanese, con 28 anni ininterrotti di produzione, suddivisa in 4 serie successive.

## Il contesto
L'enorme successo di vendite ottenuto dal modello "Giulia" del 1962, replicato dalla versione coupé nell'anno successivo, spinse la dirigenza Alfa Romeo a completare rapidamente la gamma con la versione spider, allo scopo di sfruttare al massimo il favorevole momento commerciale.
Nel 1964 il compito di delineare la versione spider venne affidato alla Bertone che approntò il prototipo del modello "GTC", su disegno di Giorgetto Giugiaro, poi realizzato in serie dalla Carrozzeria Touring e posto in vendita nel 1965.
La tiepida accoglienza riservata dal mercato alla nuova "GTC" convinsero la Casa di Arese a trovare una soluzione alternativa. Il cambio di rotta fu drastico, anche determinato dal fatto che la potenzialità produttiva della Carrozzeria Bertone era pressoché completamente assorbita dalla commessa ottenuta dalla FIAT per la costruzione del modello "850 Spider" e che la Carrozzeria Touring navigava in cattive acque ed era facile prevederne l'imminente chiusura.

## La genesi stilistica
Per vestire la nuova spider, nel 1965 venne quindi incaricata la Pininfarina che stava realizzando le Superflow, una serie di interessanti proposte stilistiche basate su uno degli autotelai da corsa 6C 3000 CM costruito dall'Alfa Romeo nel 1953.
La prima dream car della serie Superflow, la Superflow I con parafanghi anteriori e tettuccio in plexiglas e pinne posteriori, venne presentata al Salone di Torino 1956, seguita dalla sue evoluzioni Super Flow II, con parafanghi convenzionali in lamiera, Superflow III, spider priva del tettuccio e delle pinne posteriori, e infine Super Flow IV del 1960 con tettuccio in plexiglas e coda arrotondata, tutte basate sullo stesso telaio e con la stessa linea di base.
Partendo da quella base stilistica un gruppo si disegnatori della Pininfarina, guidati da Aldo Brovarone e supervisionati da Franco Martinengo, realizzarono il bozzetto che ottenne l'immediato assenso preliminare della dirigenza Alfa Romeo. Il percorso evolutivo di affinamento tridimensionale, dalla maquette al prototipo definitivo, passando per la costruzione del mascherone di carrozzeria, venne costantemente seguito da Battista Pininfarina che fece apportare e, in alcuni casi, apportò personalmente, decine di piccole modifiche che risultarono determinanti per giungere al capolavoro formale rappresentato dalla "Duetto".
Fu l'ultima vettura nata sotto l'egida del grande carrozziere torinese che morì poche settimane dopo la presentazione al pubblico della "Duetto", avvenuta il 10 marzo 1966 al 36º Salone di Ginevra.

## La campagna pubblicitaria e la denominazione "Duetto"
Per il lancio della "Duetto" il presidente Giuseppe Luraghi e la squadra dei "creativi" che all'epoca costituivano l'ufficio pubbliche relazioni dell'Alfa Romeo, concertarono una intelligente campagna pubblicitaria volta a creare eventi pubblici anche al di fuori del contesto motoristico. Dopo il debutto al salone di Ginevra, cui la stampa dedicò ampio spazio, la vettura venne presentata in varie occasioni e accostata a personaggi della politica e dell'imprenditoria, ma anche dello spettacolo come Gino Bramieri. Fu anche indetta una settimana di prove sulle strade del lago di Garda, riservate ai giornalisti.
Quale prodromo alla presentazione negli USA venne organizzata una crociera con traversata atlantica da Genova a New York, facendo tappa a Cannes, in occasione dell'omonimo festival cinematografico. A bordo della turbonave Raffaello, con 1300 invitati appartenenti al mondo della moda, dello spettacolo, della musica e dello sport - tra i quali Vittorio Gassman, Rossella Falk, Anna Moffo e Marie Laforêt - vennero imbarcati tre esemplari della "Duetto", uno verde, uno bianco e uno rosso, a rappresentare la bandiera italiana. Nel corso della crociera era prevista una lotteria, con estrazione a sorte tra i partecipanti, che assegnava in premio una "Duetto": vinse l'indossatrice Heidi Gover, all'epoca top model di Oleg Cassini.
Ma la grande popolarità internazionale arrivò nel 1967, quando la "Duetto" diventò una sorta di star del cinema con il film Il laureato, interpretato con Anne Bancroft e Dustin Hoffman. Da quella prima apparizione la "Duetto" venne utilizzata come auto di scena in circa 300 opere cinematografiche o televisive.
(La signora Braddock nel film Il laureato)
Per la scelta del nome fu indetto il concorso dal titolo «Spider 1600: dategli il nome. Diventerà famoso» con in palio un esemplare della nuova spider. In seguito a una larga distribuzione di apposite schede per la proposta della denominazione in tutti i concessionari d'Europa, vennero spedite ad Arese 140.501 schede, delle quali circa 15.000 provenienti dall'estero. I nomi più gettonati risultarono essere "Pininfarina" e "Pinin", in onore al grande carrozziere appena scomparso. Tuttavia, la commissione giudicò quelle denominazioni inadatte e optò per la terza classificata "Duetto", nome che "vorrà dire armonia doppia, nel senso che questa macchina realizza un'armonia tra la grazia e la forza e allo stesso tempo armonia in coppia", come motivò il poeta Leonardo Sinisgalli, presidente della giuria preposta.
Tra i proponenti la denominazione "Duetto" fu estratto a sorte il vincitore della vettura messa in palio, Guidobaldo Trionfi di Brescia, che ritirò la sua spider bianca il 17 giugno 1966, consegnatagli personalmente dal presidente Luraghi nella sede storica del Portello.
A partire dal mese di giugno 1966, l'appellativo venne affiancato in modo ufficiale alla 1ª serie della "1600 Spider", ma poté essere usato solo per i primi 190 esemplari, a causa dell'omonimia con una merendina al cioccolato dell'epoca, la cui azienda produttrice rivendicò il diritto di utilizzo commerciale della denominazione "Duetto", ottenendone l'uso esclusivo dal Tribunale di Milano.
La denominazione "Duetto", quindi, fu eliminata, ma rimase talmente radicata nel linguaggio comune che tutte le successive evoluzioni della spider Alfa Romeo, discendenti da quel primo modello, vengono normalmente (anche se impropriamente) identificate come "Duetto".
Nel 1994 la denominazione "Duetto" ricomparve ufficialmente sulla carrozzeria della "Spider Veloce CE" che rappresenta l'ultimo allestimento commemorativo della 4ª serie, realizzato in 190 esemplari per il solo mercato statunitense.

## La vettura

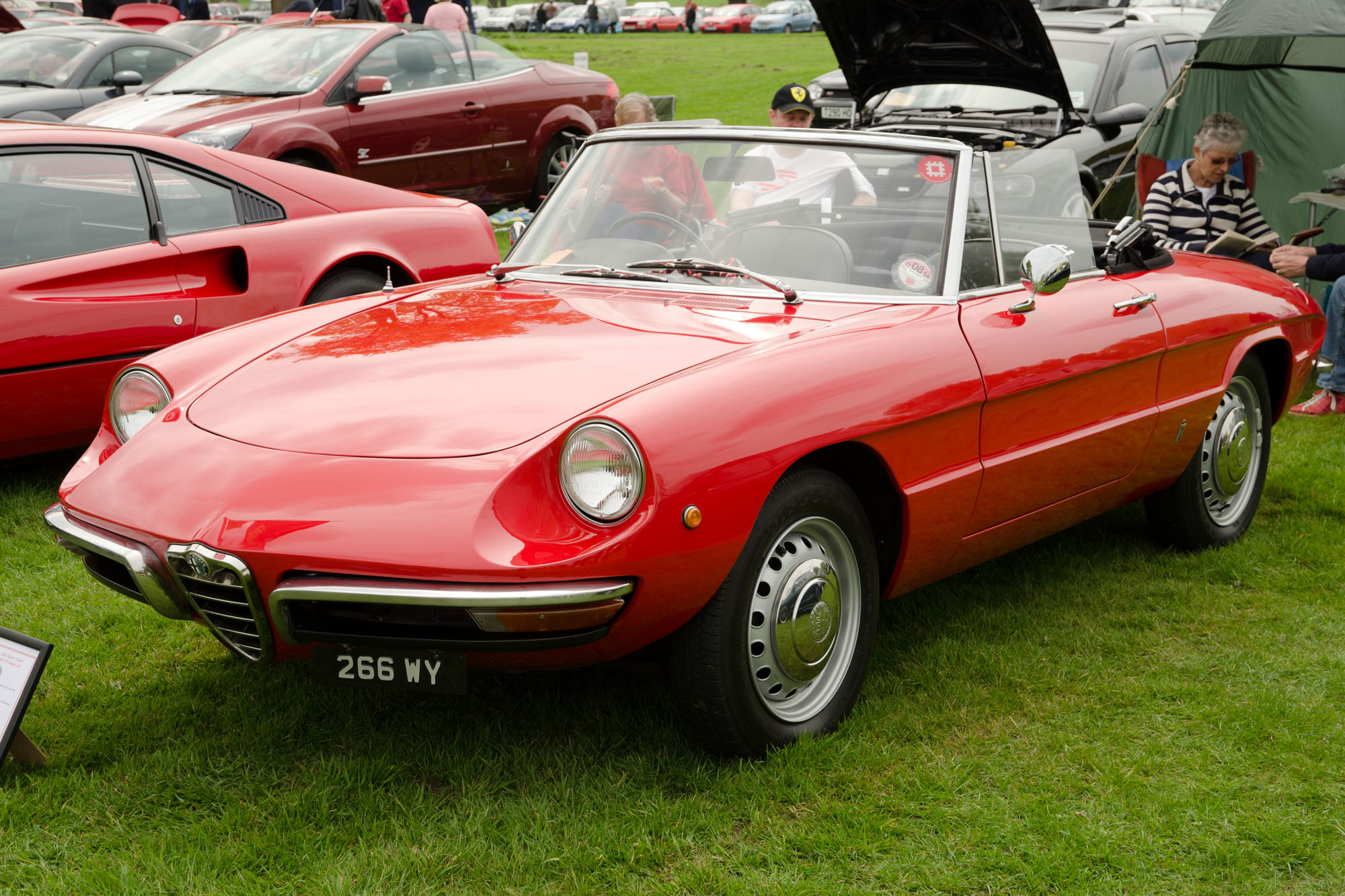
Alfa Romeo Spider "Duetto" del 1968 (1300 Junior - Osso di Seppia)

### La 1ª serie: "Osso di seppia" (1966–1969)
Nel 1966 venne lanciata la "Alfa Romeo Spider 1600", dotata del motore 1600 della Alfa Romeo Giulia Sprint GT nella più potente versione "Veloce".
La forma, come la casa si affrettò a precisare, richiama un osso di seppia, ovvero la conchiglia del mollusco cefalopode, in virtù del frontale e dalla coda arrotondati, raccordati dalle fiancate convesse, con linea di cintura piuttosto bassa. La coda, rastremata trasversalmente e longitudinalmente, segue i dettami della più classica tipologia boat-tail. Per la meccanica venne adottato il nuovo autotelaio della "Giulia", accorciandone il passo a 2.250 mm.
Nella versione USA le calotte in plexiglas furono sostituite da una bordatura cromata.

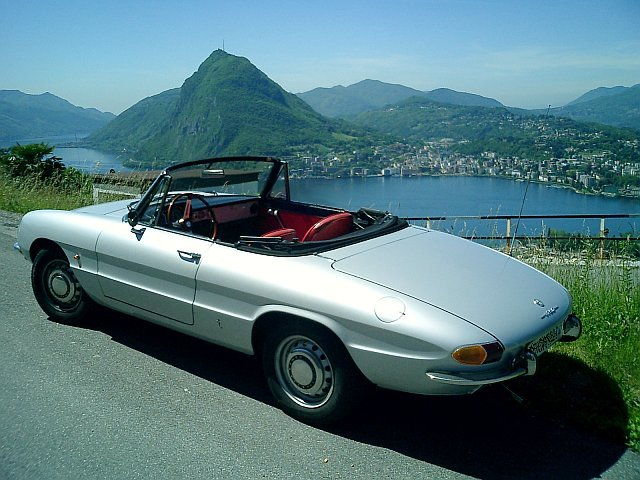
La "1750 Spider Veloce - 1ª serie" del 1968 chiamata anche Coda Longa o Osso di seppia

Nel 1966 l'unica versione, nata per essere una vettura di segmento medio-alto, era la Spider 1600 "Serie 105.03" e definito "Serie 105.05" nelle versioni con guida a destra. Dotata del motore sigla "AR 00536" il classico 4 cilindri bialbero da 1.570 cm³ in lega leggera da 109 CV dotato di due carburatori doppio corpo Weber 40 DCOE 27 o Solex C32 PAIA7 (meno diffusi).
All'inizio del 1968, per seguire le tendenze di aumento prestazionale delle vetture di tutta la "gamma" Alfa Romeo, alla già brillante 1600 fu affiancata la versione definita " 1750 Spider Veloce" che montava il motore più potente ed elastico sigla "AR 00548" della serie 1750 (1.779 cm³) che sviluppava 118 CV ma il peso della carrozzeria fu portato da 990 kg a 1040 kg. Questa divenne la nuova versione di punta.

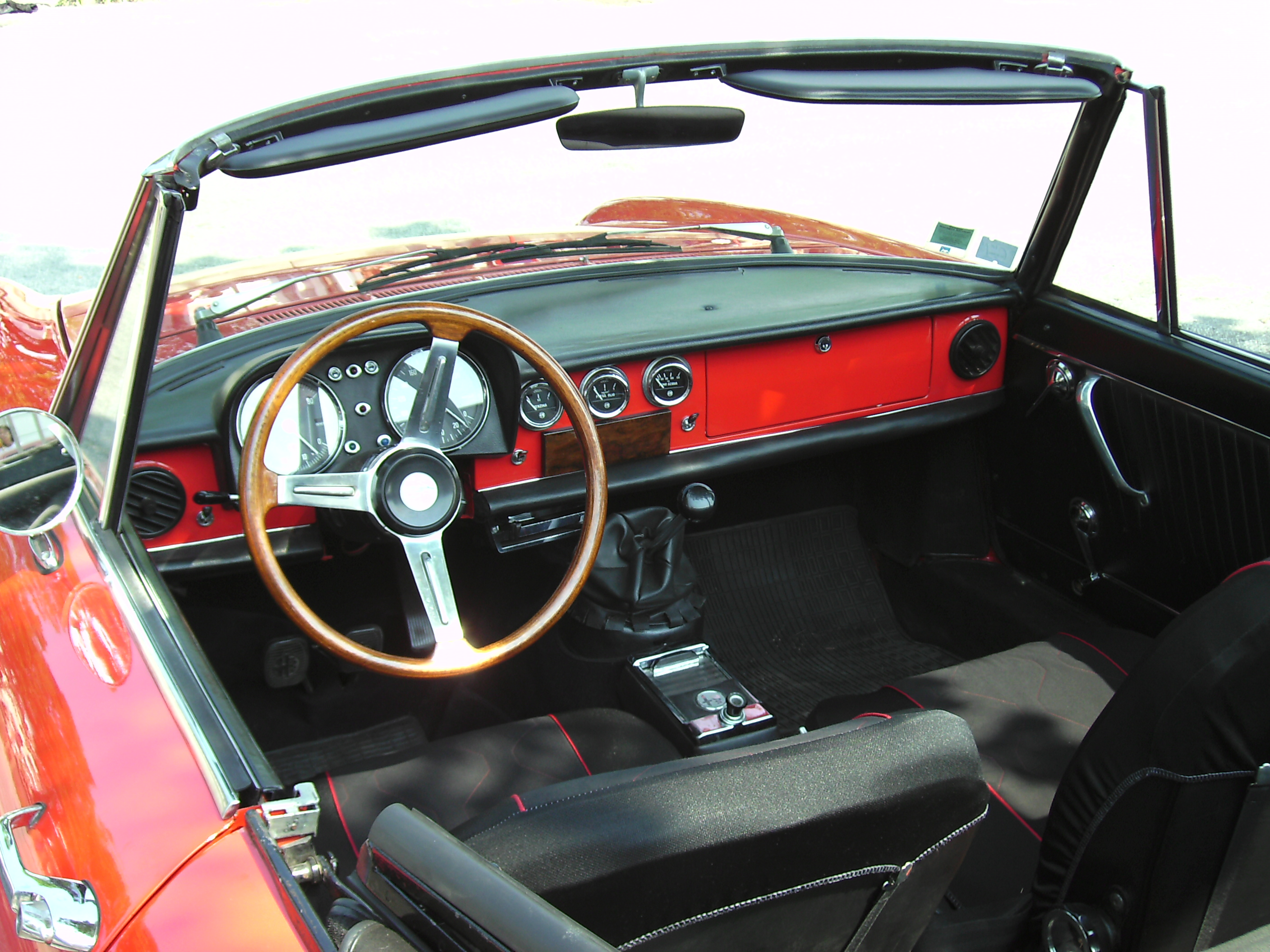
Gli interni della "Duetto - 1ª e 2ª serie"

A metà 1968, al fine di poter offrire una "Duetto" ad un prezzo inferiore, si affianca nella produzione anche una versione più economica, definita "Spider 1300 Junior" che si distingueva esteticamente per l'assenza delle calotte ai fari anteriori, per i deflettori fissi e per una diversa posizione delle gemme laterali delle frecce. Il motore era lo stesso delle "GT 1300 Junior" serie "AR 00530"" con cilindrata di 1290 cm³ che sviluppava 89 CV. Nel dicembre del 1968 la spider 1600, nata come modello di punta, ed ormai superata dalla nuova versione più potente dotata del motore 1750, venne messa fuori produzione. Rimasero in produzione la "1750 Spider Veloce" e la più piccola ed economica "Spider 1300 Junior".

### La 2ª serie: "Coda tronca" (1969–1982)

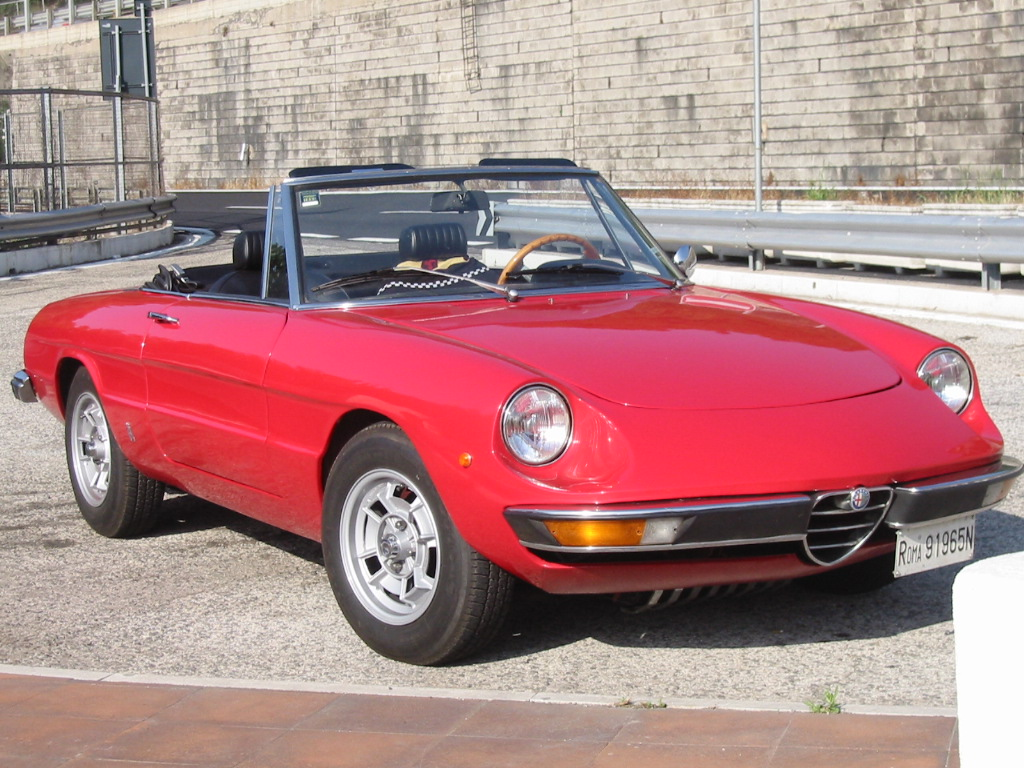
"Spider 1600 Junior - 2ª serie" del 1974

Presentata nel 1969 al salone dell'automobile di Torino la seconda serie della Duetto si caratterizza per il "taglio della coda", in ossequio alle teorie aerodinamiche propugnate dal professor Kamm, per una minore resistenza determinata dai vortici d'aria che si distaccano in modo repentino a causa della coda tronca. Vennero modificati di conseguenza i paraurti, in acciaio inox e con profilo in gomma di protezione, le calotte copri faro rimasero di serie sulla 1750 e successivamente sulla 2000, fino a circa il 1980, ma non furono mai adottate sulle 1300/1600 junior, oltre ad un'inclinazione maggiore del parabrezza, con beneficio del design e dell'aerodinamicità. Venne modificata ampiamente anche la capote in tela, con attacchi completamente interni alla scocca, per una maggiore impermeabilità e facilità d'uso. La lunghezza scese da 4.250 mm. a 4.120 mm.

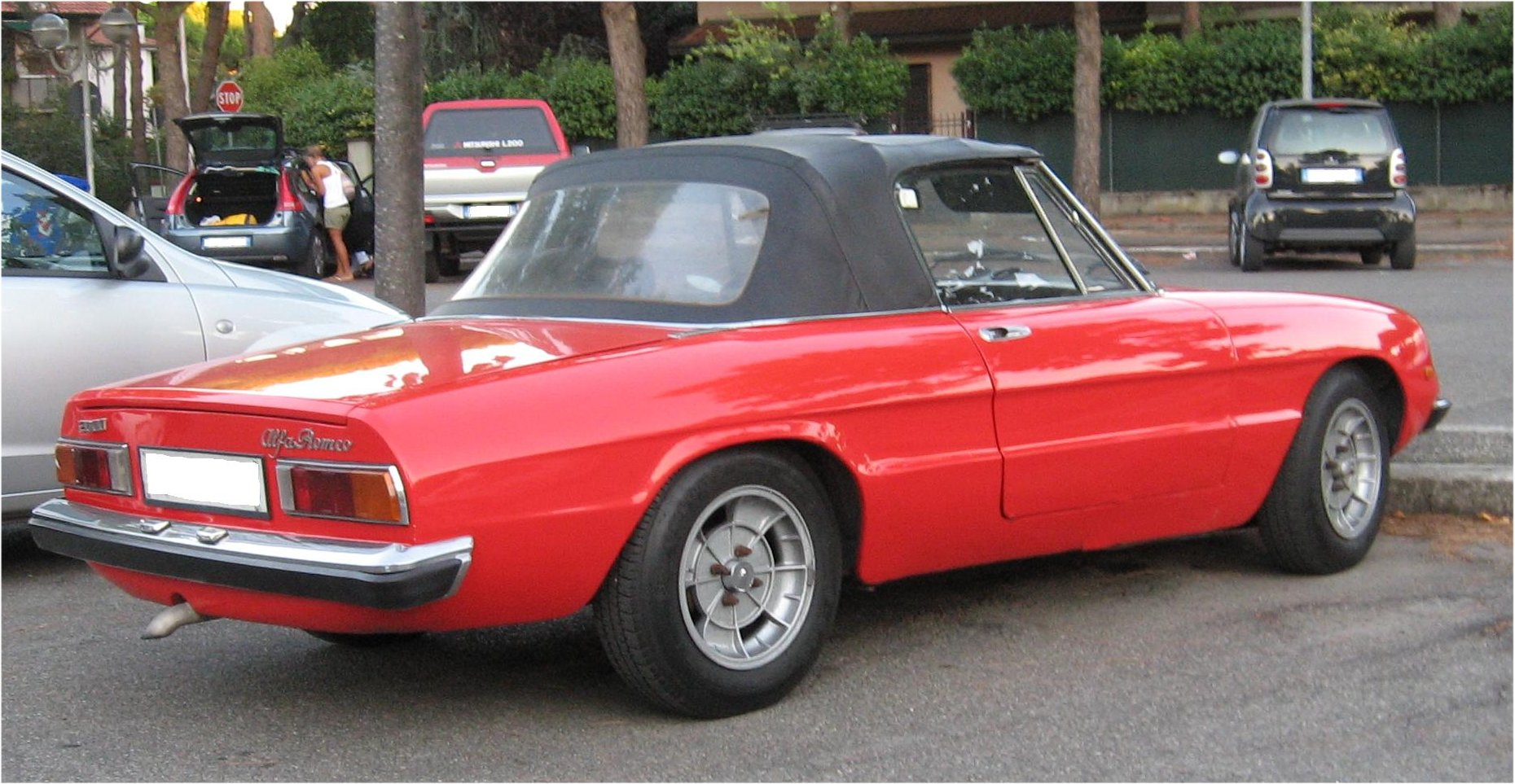
"2000 Spider Veloce - 2ª serie" del 1971

La 1750 Spider Veloce, erede di quella con forma ad "osso di seppia" del 1968, aveva nuovi interni con una console centrale più legata alla moda delle auto sportive anni 70 e nuovi erano anche i contagiri e contachilometri contenuti in due palpebre anziché una come la precedente versione, maniglie a filo di carrozzeria agli sportelli definite aerodinamiche. Nel 1971 venne dapprima affiancata dalla versione 2000 Spider veloce, con motore di 2000  cm³ identico alle versioni berlina e GT, da 132 CV. Tutte le versioni "1750" escono di scena definitivamente nel 1972 sostituite dalla nuova gamma "2000".
Dal 1972 il listino vede il ritorno della motorizzazione di 1600 cm³ (motore AR536, in opzione, come per la versione GT), con la versione Spider 1600 Junior, unificata nell'allestimento con la Spider 1300 Junior.

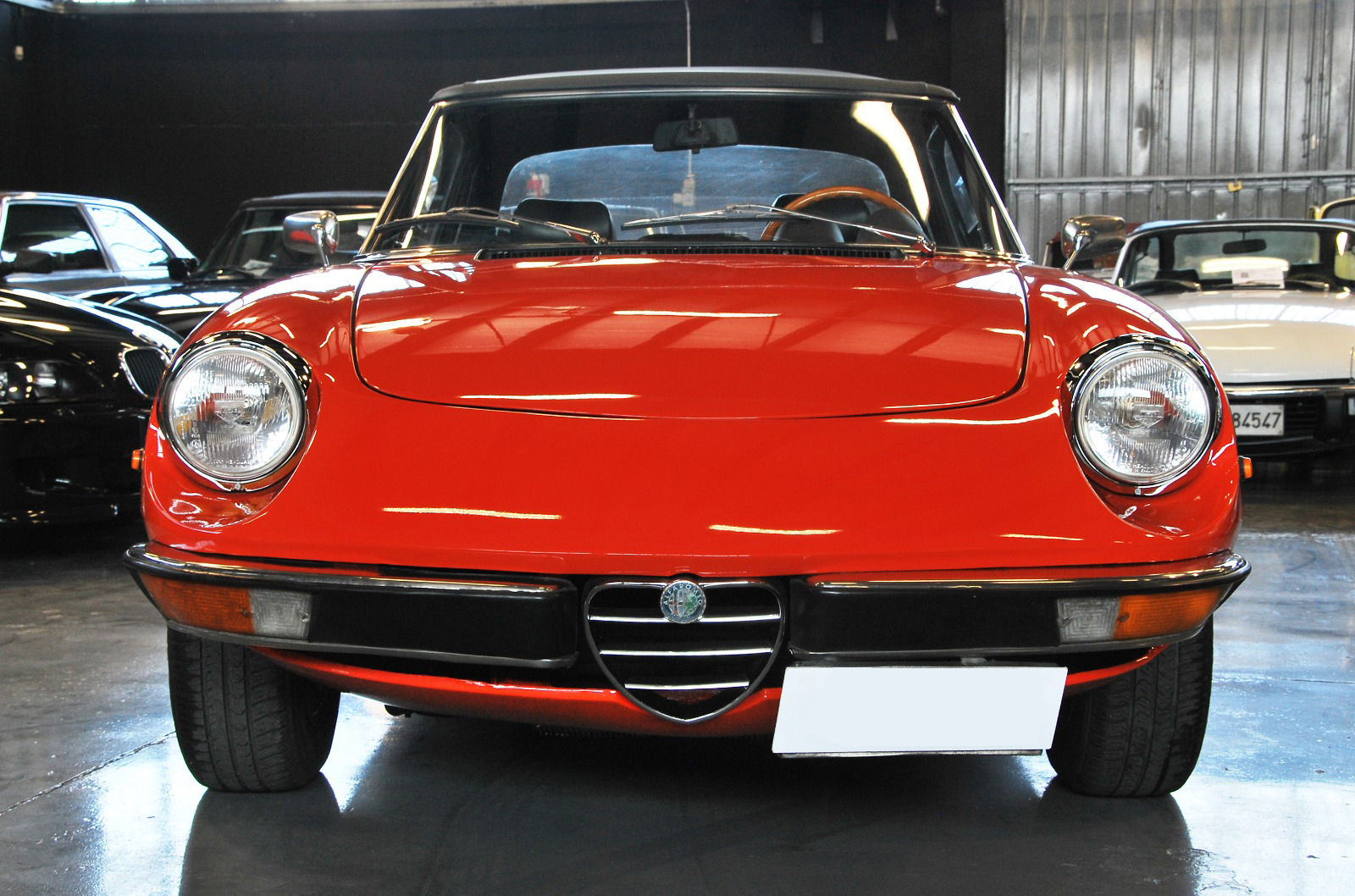
Alfa Romeo Spider "Duetto" del 1981 (1.6 Unificata - Tipo 11535)

Nel 1974, causa la crisi petrolifera (1973), la versione 2000 perse qualche CV di potenza e da 132 passava a 128 CV, stessa sorte capitò al motore 1600 da 109  CV che venne rimpiazzato dalla versione montato sulla Giulia berlina da 102  CV (motore AR526/A*S).
Nel 1977 la versione 1300 non è più disponibile in listino e fino al 1979, oltre alla 2000, fu venduta solo la versione 1600 Junior. La 2000 Spider Veloce a fine 1978 ricevette alcuni aggiornamenti all'abitacolo riguardanti nuovi sedili, pannelli porta e tappeti.
La 1600 nel 1980 fu unificata per carrozzeria e interni alla 2000 Spider Veloce, in questa edizione furono presentati nuovi particolari per gli interni, quali: devioluci, posacenere e interruttori vari. Questa edizione 1.6 litri Spider Veloce venne messa in commercio nell'estate del 1980, disponibile poi fino al 1981 e con una produzione totale di sole 600 auto, rimanendo pertanto una delle Alfa Romeo Spider Duetto più rare.

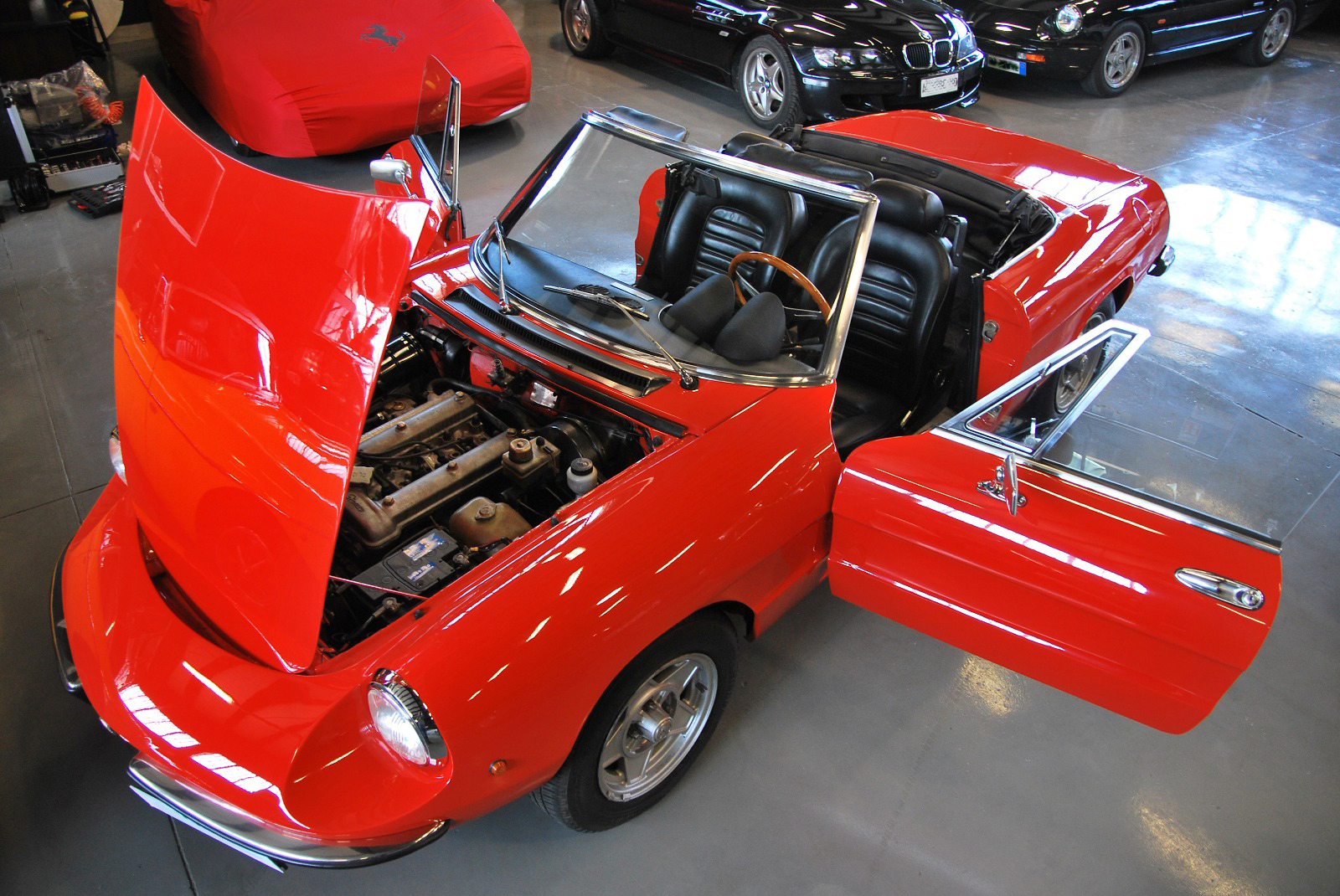
Alfa Romeo Duetto 1.6 Unificata - 2ª serie" del 1980/81 (in versione aperta)

In questa serie tutte le motorizzazioni sono alimentate da 2 carburatori doppio corpo orizzontali Dell'Orto, Weber o Solex, con l'eccezione della serie "America", creata per l'esportazione oltre oceano, con le sole motorizzazioni 1750 e 2000 alimentate da iniezione meccanica SPICA, eccetto gli ultimi esemplari del 1982, già dotati di impianto di iniezione elettronica Bosch jetronic. Parte della produzione America si caratterizza inoltre per i paraurti ad assorbimento, richiesti dalle norme di omologazione di quel paese, dalle luci di riferimento agli angoli vettura ed una specifica gamma colori, sia delle carrozzerie, sia degli interni con capote coordinate.

### La 3ª serie: "Aerodinamica" (1983–1989)
Un sostanzioso ritocco alla linea nel 1983, che vede l'adozione di nuovi paraurti avvolgenti, mentre la coda tronca è modificata da un nuovo insieme di fari posteriori più grandi di uno spoiler nero in materiale sintetico. La modifica di per sé "originale" ed in linea con le tendenze dei primi anni '80, oggi non è molto apprezzata, ma deriva comunque da un approfondito studio effettuato dalla Pininfarina nella galleria del vento, con vantaggi aerodinamici che però non giovarono all'estetica della ormai classica Spider.
L'interno della vettura è costituito da un volante in radica della Hellebore, un quadro strumenti con "palpebre" separate per contagiri e contachilometri, e un tunnel centrale con indicatore benzina, pressione olio e temperatura acqua, estremamente minimalista ripreso direttamente dalla precedente serie.
Resterà invariata sino al 1986, quando il classico cruscotto portastrumenti a due palpebre è sostituito da una a palpebra unica, che raccoglie anche gli strumenti secondari, in precedenza collocati sulla console centrale, al cui posto sono inserite delle bocchette di aerazione supplementari: oltre ad arricchire la strumentazione del voltmetro, prima assente, ne beneficia anche la climatizzazione. Sempre nel 1986 i classici specchietti cromati sono sostituiti da due specchietti Vitaloni specifici per il modello, in plastica nera come il resto delle finiture, denominati "candelabri" dagli appassionati per via delle maggiori dimensioni e sporgenza dalla sagoma della carrozzeria. Fino alla fine serie, nel 1990, non ci saranno sostanziali modifiche. Questa serie venne prodotta con 2 motorizzazioni, a carburatori (1.600 e 2.000), AR00526/A*S ed AR00515: potenze rispettivamente 102 CV DIN e 128 CV DIN.
Nel 1986 viene immessa sul mercato una nuova versione restyling della 2000 a carburatori denominata "Quadrifoglio Verde" anche se la potenza è invariata e il motore il classico AR00515 da 128 CV le variazioni di carrozzeria quali paraurti anteriore e posteriore che inglobano fascioni aerodinamici marcati, di comune design con le bandelle sottoporta (minigonne), ed i nuovi cerchi in lega da 15 pollici la rendono immediatamente distinguibile.
All'interno questa versione più grintosa nell'aspetto si presenta con sedili più avvolgenti e di colore grigio piombo con impunture rosse, così come rossa risultava essere la moquette sul pavimento. All'esterno vennero mantenute le appendici in gomma morbida già presenti sulla coda; anche gli specchi retrovisori sono i nuovi "candelabri", di plastica nera. La "Quadrifoglio Verde" venne prodotta dal 1986 al 1989 in 2.692 esemplari in due soli colori: Rosso Alfa e Grigio Metallizzato. Sugli esemplari destinati al mercato statunitense la Quadrifoglio Verde era dotata dell'iniezione elettronica ed era disponibile anche in altre colorazioni come ad esempio il nero pastello. La Spider Quadrifoglio Verde rappresenta la massima espressione della Spider negli anni 80, con molti dettagli che anticipano la futura Quarta Serie.
Questa serie terminò di esistere con l'avvento della quarta e ultima serie nel 1989, ed è l'ultima a proporre il motore di 2000 cm³ con i carburatori, per motivi di rispetto delle normative anti inquinamento.
La "Spider" terza serie era offerta con la capote in tela e come optional poteva essere dotata di Hard-top (in colore vettura, contraddistinto da una "originale" banda nera trasversale dall'86).

### La 4ª serie: "Ultima" (1989–1994)

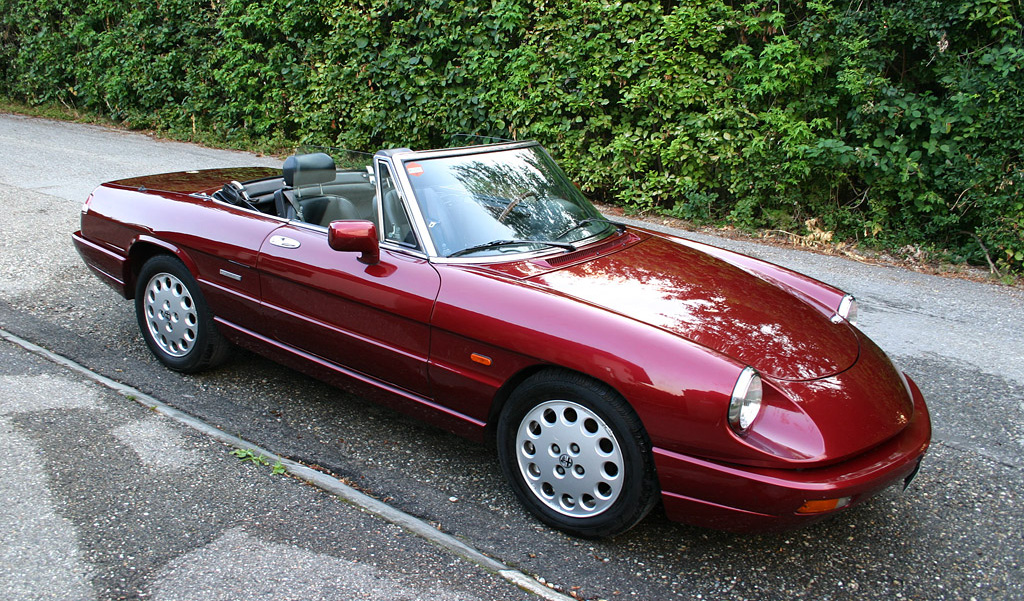
"Spider 2.0 - 4ª serie" del 1992, "Rosso Winner Metallizzato" con capote aperta

Nell'ultima serie dell'autunno 1989, la Pininfarina ritorna alle origini, realizzando una linea pulita e filante ottenuta eliminando le appendici che la appesantivano la linea; con la scomparsa dello spoiler il look è più snello e decisamente accattivante. I paraurti sono di tipo integrato, più incassati e dello stesso colore della carrozzeria, il marchio sullo scudetto anteriore che viene rivisto e ricavato dal paraurti, le minigonne laterali sono sostituite dai coprilongheroni. I nuovi specchietti retrovisori elettrici regolabili dall'interno e i gruppi ottici posteriori sono ridisegnati sullo stile dell'allora ammiraglia 164. Lo schema meccanico rimane immutato e la Spider viene offerta in versione 1.600 a carburatori con motore AR01563 da 109 CV a 6.000 giri e in versione 2.000 cm³ ad iniezione elettronica, quest'ultimo dotato di variatore di fase che agisce sull'albero di aspirazione. La 2.000 è dotata di motore AR01590 da 126 CV e del motore AR01588 da 120 CV dotato di catalizzatore e sonda lambda. Questa versione è commercializzata inizialmente per il mercato statunitense, dal 1992 diventa l'unica versione della Spider 2.0i cat. Inoltre tutte le 2.0 vengono dotate di differenziale autobloccante.

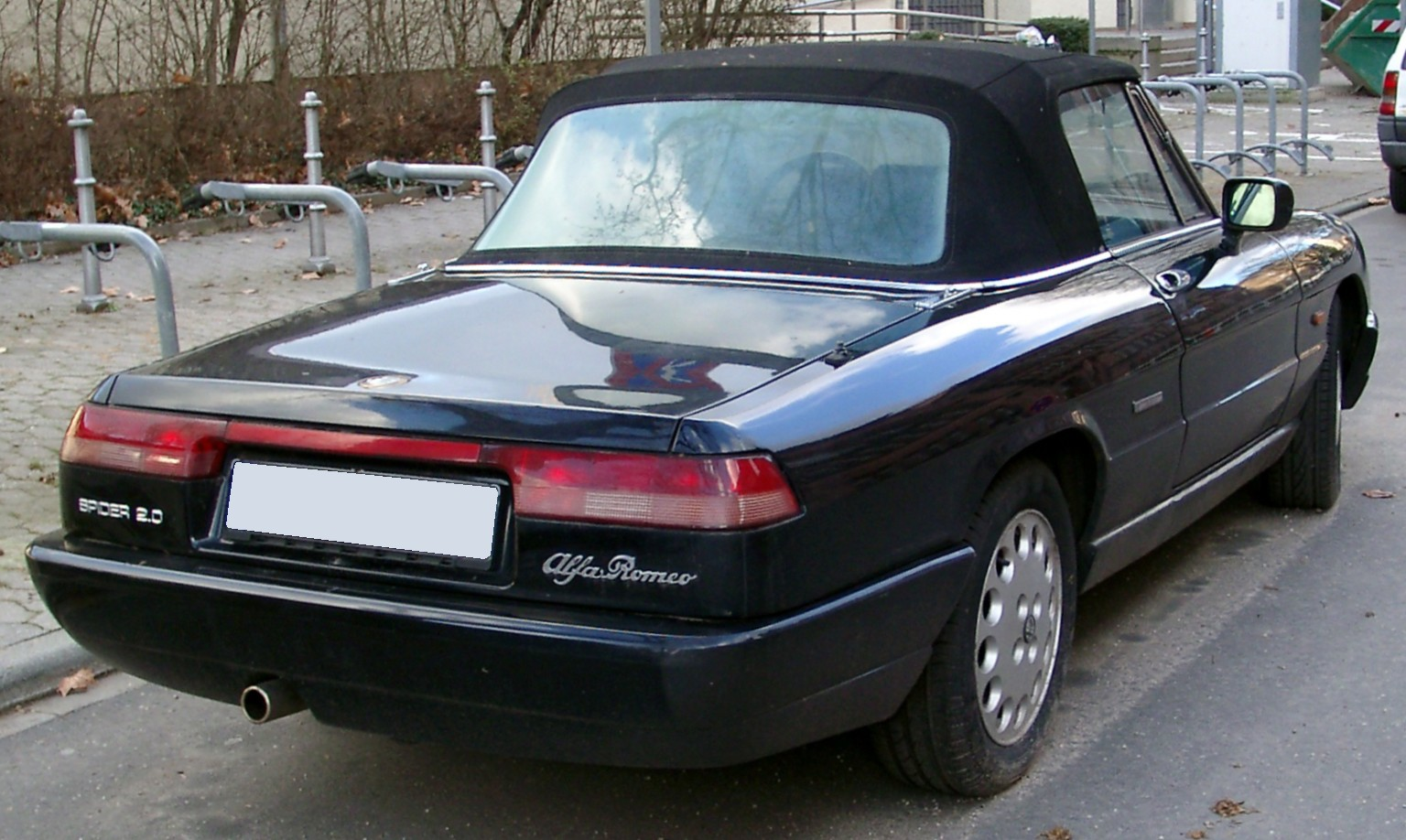
"Spider 2.0 - 4ª serie" del 1990, con capote chiusa

La selleria di serie è in sky beige o nera (quest'ultima disponibile dal 1992 in poi) con la parte centrale in alcantara, optional con sovrapprezzo la selleria in pelle, i sedili sono arretrati di qualche centimetro ed è adottato su tutte il servosterzo.
La "Quarta Serie" venne prodotta in (18.456 esemplari) e venduta in tre versioni: 1600 a carburatori, 2000 i.e. e 2000 i.e. catalizzata; tutte offerte con la possibilità di avere l'hard-top invariato rispetto alla "3ª Serie" come accessorio.
Nel 1990 vennero inizialmente proposti colori come il classico "Rosso Alfa", il "Nero", il "Verde Inglese", il "Grigio Metallizzato", il "Bianco" e il "Rosso Proteo o Winner micalizzato" (il colore Rosso perlato più chiaro presente sul prototipo Alfa Romeo Proteo). Nel 1992 venne proposto anche il "Giallo Ginestra" con interno nero, allestimento di interni che veniva offerto in opzione anche con gli altri colori dal 1992. Venne offerta come optional la possibilità di aver interni completamente in pelle rossa, in abbinamento con il "Nero" o con il "Bianco". Uno dei primi prototipi fu presentato in color Rosa nel 1989, vennero realizzati anche un prototipo Rosso Proteo con interno in pelle rossa, un prototipo verde metallizzato con interno in pelle sabbia ed un prototipo Blu metallizzato con interno in pelle Blu.
Per il mercato statunitense dove la SPIDER quarta serie era denominata SPIDER VELOCE, quest'ultima serie venne proposta esclusivamente in versione 2.0 iniezione catalizzata, per rispettare le norme USA, tutte le auto erano dotate di Air Bag inserito nel volante, terzo stop carenato sul baule posteriore, i para ginocchi più voluminosi e sporgenti. I paraurti erano dotati internamente di ammortizzatori a gas in luogo dei supporti fissi delle versioni europee (esteriormente non si nota alcuna differenza con la versione europea, se si escludono le luci d'ingombro laterali inserite proprio nei paraurti). Tutte le auto destinate al mercato americano sono dotate di aria condizionata ed interni in vera pelle (solo i sedili) e pomello del cambio in legno, mentre nella strumentazione il contamiglia sostituisce il contachilometri anche se la grafica dell'indicatore della velocità è a scala doppia in miglia e km. Era disponibile con il tradizionale cambio a 5 marce manuale e come optional anche con un lento cambio automatico a 3 rapporti. Le SPIDER VELOCE furono esportate in USA, Canada e Giappone, solo pochi esemplari furono originalmente venduti in Europa, mentre pochissimi esemplari rimasero in Italia.
La produzione cessa definitivamente nel mese di Aprile 1993, fatto salvo il riallestimento dei 190 esemplari della serie speciale numerata "Commemorative Edition" approntati nei primi mesi del 1994.

### Gli allestimenti speciali
Nonostante la Spider sia stata prodotta per oltre un quarto di secolo, furono solamente tre le versioni speciali allestite dalla Casa: due per il mercato USA e una per il mercato francese.
Nel 1978 venne presentata per il mercato americano la prima serie speciale denominata "Niki Lauda special edition", prodotta in 350 esemplari tutti uguali e numerati ed allestita sulla base della "2000 Spider Veloce America" con alimentazione ad iniezione SPICA. Fu realizzata in onore del Campione del Mondo di Formula Uno Niki Lauda che nel biennio 1978-1979 correva con la Brabham BT46/B/C motorizzata con il 12 cilindri Alfa Romeo. La carrozzeria è verniciata nei colori rosso/azzurro e con i fregi della squadra sponsorizzata dalla Parmalat, reca la scritta “Niki Lauda F1” sulla parte frontale e sulla coda, oltre al quadrifoglio verde sui parafanghi anteriori. La coda si distingue per una vistosa appendice aerodinamica, che anticipava quella che successivamente sarebbe stabilmente comparsa sulla terza serie. Sul cruscotto è presente una targhetta riportante il numero dell'esemplare con l'autografo di Niki Lauda, contornato dal logo Alfa Romeo a sinistra e dal quadrifoglio verde a destra. I cerchi in lega millerighe della Campagnolo completano l'allestimento.

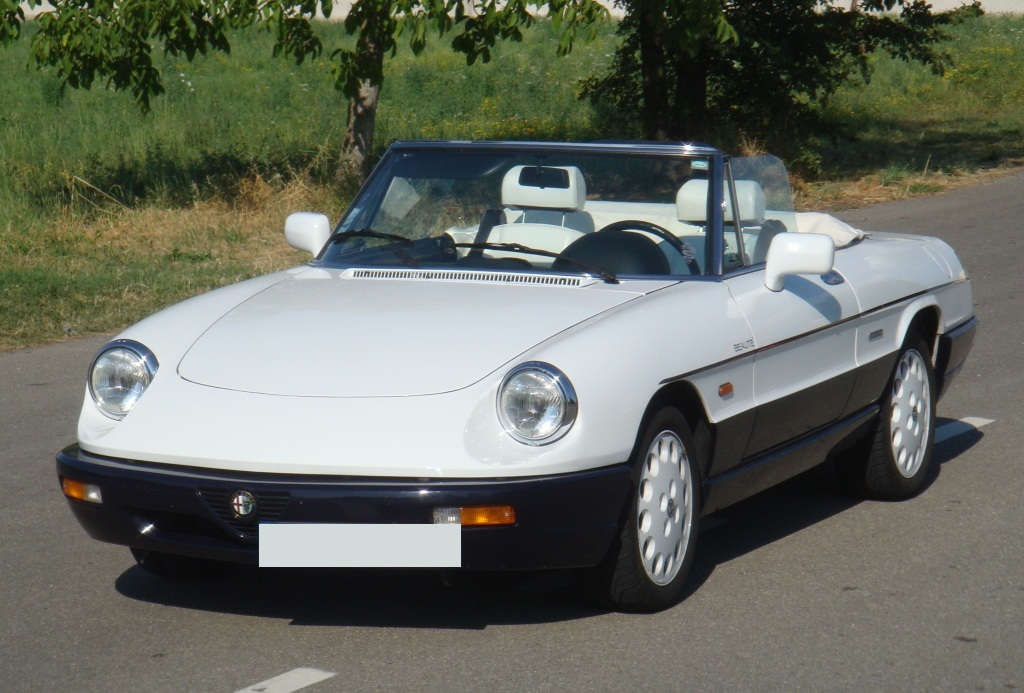
Alfa Romeo Spider 2.0i Beautè 1991

Sulla Quarta serie, per il solo mercato francese, nel 1991, venne proposta la versione speciale "Beauté", realizzata in soli 120 esemplari tutti uguali tra loro, ed allestita secondo le indicazioni della stilista francese Laetitia Scherrer. Le differenze tra questa versione speciale e le spider di normale produzione sono di carattere estetico e le finiture sono più lussuose. All'esterno la carrozzeria è verniciata nelle colorazioni bianco freddo e blu marine, con capote in tela blu e i cerchi bianchi, lungo la fiancata corre un profilo adesivo, mentre sui parafanghi anteriori è presente la dicitura BEAUTÉ (bellezza in francese). All'interno la moquette è di colore blu scuro, come il rivestimento del baule, mentre i sedili, i pannelli porte e il copricapote in vera pelle bianca di bufalo, il volante in vera pelle ed una targhetta d'argento riportante il logo Alfa Romeo e Pininfarina oltre al numero dell'esemplare sono le caratteristiche distintive di questo allestimento, con motore non catalizzato da 122 CV. Tutte le auto avevano il numero di telaio impresso tramite la tecnica della sabbiatura su tutti i vetri e deflettori, anche sul lunotto dell'hard top in dotazione d'origine.
L'ultima versione speciale della Spider venne allestita nel 1994 per il solo mercato statunitense in 190 esemplari. Denominata come tutte le versioni USA della Quarta serie "Spider Veloce", con abbinata la sigla "CE" (acronimo di Commemorative Edition), celebra i 28 anni di produzione e la conclusione della stessa. Con quest'ultima versione torna ufficialmente la dicitura "Duetto", leggibile nell'emblema dorato posto in centro alla calandra e formato dall'incrocio delle bandiere con gli stemmi Alfa Romeo e Pininfarina, recante la scritta "Alfa Romeo Spider Duetto 1966-1994". La "Commemorative Edition" all'esterno si distingue anche i centri ruota con logo Alfa Romeo a colori, e la scritta Ce al posteriore, mentre all'interno è facilmente distinguibile per gli inserti in radica alle porte a alla consolle centrale, per una targhetta dorata recante il logo Alfa Romeo applicata allo sportellino del vano porta oggetti recante il numero dell'esemplare e 3 stellette. Il pomello del cambio è in radica con logo. Venivano consegnate con certificato d'origine e un kit di accessori specifici tra cui il portachiavi con numero esemplare. Le vetture di questa serie derivano dalla versione America e sono quindi tutte dotate di aria condizionata, air bag e catalizzatore che ne limita la potenza a 117 CV. Le CE, commemorative edition vennero prodotte in vari colori, con interni beige o neri.

## La produzione
| Versione | Serie                     | Anni di produzione | Esemplari |
| --- | ------------------------- | ------------------ | --------- |
| 1600 Spider "Duetto" | 1ª serie (osso di seppia) | dal 1966 al 1968   | 6.325     |
| 1750 Spider Veloce | 1ª serie (osso di seppia) | dal 1967 al 1969   | 4.685     |
| Spider 1300 Junior | 1ª serie (osso di seppia) | dal 1968 al 1969   | 2.681     |
| 1750 Spider Veloce | 2ª serie (coda tronca)    | dal 1969 al 1972   | 4.036     |
| Spider 1300 Junior | 2ª serie (coda tronca)    | dal 1969 al 1972   | 2.680     |
| Spider 1300 Junior | 2ª serie (coda tronca)    | dal 1972 al 1977   | 1.876     |
| Spider 1600 Junior | 2ª serie (coda tronca)    | dal 1972 al 1975   | 2.371     |
| Spider 1600 | 2ª serie (coda tronca)    | dal 1975 al 1980   | 1.877     |
| Spider 1.6 Unificata | 2ª serie (coda tronca)    | dal 1980 al 1981   | 600       |
| 2000 Spider Veloce | 2ª serie (coda tronca)    | dal 1971 al 1982   | 38.379    |
| Spider 1.6 | 3ª serie (aerodinamica)   | dal 1983 al 1990   | 5.390     |
| Spider 2.0 | 3ª serie (aerodinamica)   | dal 1982 al 1990   | 29.210    |
| Spider 2.0 Q.V. | 3ª serie (aerodinamica)   | dal 1985 al 1989   | 2.598     |
| Spider 1.6 | 4ª serie (ultima)         | dal 1990 al 1992   | 2.951     |
| Spider 2.0 | 4ª serie (ultima)         | dal 1990 al 1994*  | 18.456    |
| Totale | Totale                    | Totale             | 124.115   |
| N.B.: Dati Ruoteclassiche, Un secolo di auto italiana - Gli ultimi 190 esemplari allestiti nel 1994 sono usciti dalla linea di produzione dello stabilimento Pininfarina nel mese di Aprile 1993 e sono stati destinati al mercato USA come serie speciale numerata "Commemorative Edition" |                           |                    |           |

## Motorizzazioni
| Modello                | Disponibilità    | Motore  | Cilindrata (cm³) | Potenza        | Coppia Massima (Nm) | Emissioni CO2 (g/Km) | 0–100 km/h (secondi) | Velocità max (Km/h) | Consumo medio (Km/l) |
| 1.3                    | dal 1969 al 1978 | Benzina | 1290             | 65 kW (89 CV)  | 105                 | n.d                  | 12.5                 | 170                 | 9.8                  |
| 1.6                    | dal 1974 al 1992 | Benzina | 1570             | 78 kW (106 CV) | 137                 | n.d                  | 10.0                 | 185                 | 10.0                 |
| 1.6 Unificata          | dal 1980 al 1981 | Benzina | 1570             | 76 kW (104 CV) | 137                 | n.d                  | 10.0                 | 180                 | 10.0                 |
| 2.0i cat.              | dal 1990 al 1995 | Benzina | 1962             | 86 kW (117 CV) | 157                 | n.d                  | 10.4                 | 190                 | 11.6                 |
| 2.0i                   | dal 1990 al 1992 | Benzina | 1962             | 90 kW (122 CV) | 166                 | n.d                  | 10.3                 | 192                 | 11.6                 |
| 2.0 Quadrifoglio Verde | dal 1986 al 1990 | Benzina | 1962             | 92 kW (125 CV) | 175                 | n.d                  | 9.0                  | 190                 | 10.5                 |
| 2.0                    | dal 1971 al 1986 | Benzina | 1962             | 94 kW (128 CV) | 178                 | n.d                  | n.d                  | 194                 | 10.5                 |